# 仙台市立病院
仙台市立病院（せんだいしりつびょういん）は、宮城県仙台市太白区あすと長町一丁目にある市営の病院である。救急医療、高度医療、臨床研修の3項目を重点施策としている。

## 概要
病院事業管理者と院長は別に設置されている（ただし、2016年4月より、当面は院長が病院事業管理者を兼務する人事が発令されている）。副院長は同月時点で4名制だが、うち1名は医師ではなく看護師（看護部長）を充てている。条例により、医療管理監と理事を置くことができるが、2016年4月現在は空席となっている（副院長も条例上設置できる役職とされており、定数は定められておらず、同様に空席とすることも可能）。
市病院事業出納取扱金融機関は、七十七銀行荒町支店（2014年4月現在）となっており、同行荒町支店および同行本支店（原則、宮城県外を含む全店舗）並びに収納取扱金融機関（仙台市所在の拠点に限る。市外の拠点は、取次扱いないしは指定口座への振り込みで対応）での医療費支払いが可能である。

## 沿革
1930年（昭和5年）1月、仙台市東二番丁にあった旧裁判所庁舎を利用しての診療が開始された。1939年（昭和14年）には、鉄筋コンクリート建築による地上5階、地下1階の新館（170床、5,211m2）が竣工。後に増床も行われたが、第二次世界大戦末期の仙台空襲によってその大部分を焼失した。
戦後に新館を改修、また増築を繰り返し、1958年（昭和33年）には総合病院に指定された。1966年（昭和41年）には、救急処置施設を含む新館（2,695m2）が開業。同年、仙台市病院事業の設置等に関する条例（昭和41年12月26日仙台市条例第40号）が制定された。
1974年（昭和49年）11月に移転した三島学園 の跡地（五橋地区）に、地上10階、地下1階建ての新病院（病床数497、32,723m2）を建設し、1980年（昭和55年）3月に移転・開院した。
2006年（平成18年）には、全国の自治体病院に先駆けてのDPC（診断群分類包括評価）対象病院となった。
2013年（平成25年）11月より、紹介制外来の完全導入（小児科と救急については一部例外あり）に伴い、開業医等からの診療情報提供書のない患者の新患については、 「非紹介患者加算」の点数が加えられることになった（当該加算分は、健康保険の適用対象外であるため、健康保険証の提示があっても10割負担となる）。
2014年（平成26年）11月1日、長町副都心のあすと長町に移転した。

### あすと長町移転
五橋地区の敷地・建物の狭隘化、設備面での老朽化等の問題があり、また、1999年度（平成11年度）に行われた耐震診断では大規模地震時に支障なく診療を行うことが不可能であると判断された。2003年（平成15年）9月に現地での大規模耐震化工事を断念し、2004年（平成16年）1月に移転・新築の方針が打ち出された。
一方、1998年（平成10年）2月に都市計画決定された仙塩広域都市計画事業「仙台市長町副都心土地区画整理事業（約91.1ha）」（2005年（平成17年）6月14日以降は「仙台市あすと長町土地区画整理事業（約82.0ha）」） の第1街区内に建設予定だった（仮称）仙台市音楽堂（以下「音楽堂」） が、市の財政難を理由に2002年（平成14年）に無期限凍結された。総額1189億円の巨大事業であるあすと長町において、集客の目玉施設だった音楽堂が頓挫する中、プロ野球再編問題（2004年）の結果、新規参入する東北楽天ゴールデンイーグルスの本拠地・仙台が連日の報道で全国の注目を集めた。すると2005年（平成17年）4月12日、中国浙江省の投資ファンド・中瑞財団があすと長町に「仙台空中中華街」を建設する構想が明らかになった。同施設は延床面積が5万6800m2で、（1997年開業当時）東北最大級の規模を誇るショッピングセンターとして開業したザ・モール仙台長町（パートI）の8万5000m2 に伍する規模の集客施設であり、仙台の「レッドバブル」の象徴の1つとなった。
しかし、2006年（平成18年）2月22日、梅原克彦仙台市長は「仙台空中中華街」構想に反対を表明。同日、音楽堂建設予定地を市立病院の移転先とする方針が示された（同年10月19日に正式決定）。
あすと長町への市立病院移転に対し、仙台市議会からは交流人口を創出する施設にはなり得ないとの指摘があった。2007年（平成19年）5月18日、あすと長町の都市計画が変更され、音楽堂は廃止。市立病院建設予定地（旧・音楽堂建設予定地）ではシルク・ドゥ・ソレイユがテント劇場「仙台・新ビッグトップ」を仮設し、同年に「ドラリオン」仙台公演、2010年（平成22年）に「コルテオ」仙台公演を開催した（両公演とも約17万人を集客）。
建設予定地での興行による交流人口創出と並行して、2007年（平成19年）の「新仙台市立病院基本構想」、2009年（平成21年）に「新仙台市立病院基本計画」、2010年（平成22年）には「新仙台市立病院基本設計」が発表された。そして2011年（平成23年）12月に新病院が着工。当初は2014年（平成26年）夏の移転・開院を予定していたが、東日本大震災の復興特需による深刻な生コン不足や建設作業員不足により工事に遅れが生じたため、速乾性のコンクリートを使うことで遅れを最小限に留める努力をした。結局、数ヶ月遅れで11月1日に移転・開院に漕ぎ着けた。総事業費は、用地取得費用も含めて325億円（総工費は厚生棟などを含めて175億7300万円）。
移転に伴って院内学級は、中学校が仙台市立五橋中学校から仙台市立郡山中学校に、小学校が仙台市立荒町小学校から仙台市立八本松小学校に移管された。
なお、最寄の地下鉄駅となる長町一丁目駅に南2出入り口を新設し、8月11日正午に供用開始となった。
あすと長町移転後、五橋の旧病院では、テレビ東京開局50周年特別企画『松本清張「黒い画集 －草－」』（2015年3月25日21:00より放送） のロケーション撮影が実施された。五橋の跡地の一部は仙台市地下鉄南北線五橋駅の駐輪場になっている。

### 年表
- 1930年（昭和5年）2月1日  - 東二番丁にて開院（北緯38度15分51.3秒 東経140度52分19.4秒 / 北緯38.264250度 東経140.872056度）
- 1945年（昭和20年）7月10日 -  仙台空襲により本館1,2,3階を残して焼失
- 1958年（昭和33年）4月16日  - 総合病院の名称許可
- 1964年（昭和39年）
  - 4月1日 - 地方公営企業法財務規定等の一部適用
  - 12月1日 - 救急病院として告示
- 1966年（昭和41年）3月1日 - 救急処置施設を含む新館開設

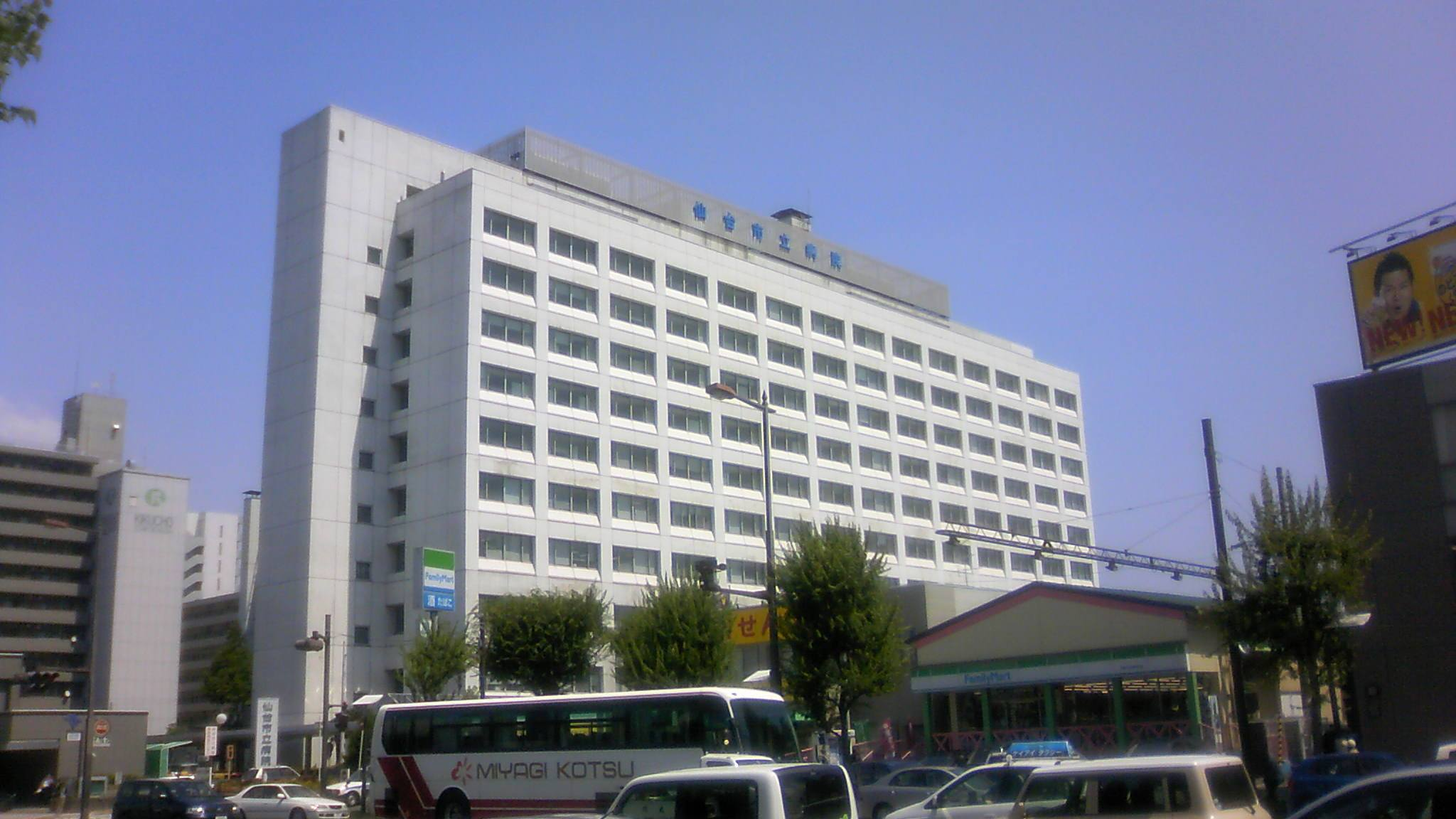
1980年から2014年まで使用した五橋地区（清水小路）の旧病院（2010年8月撮影）

- 1980年（昭和55年）3月30日 - 五橋にて新病院の新築工事竣工（北緯38度15分3.2秒 東経140度52分53.6秒 / 北緯38.250889度 東経140.881556度）
- 1981年（昭和56年）7月7日 - 総合病院の名称許可
- 1982年（昭和57年）2月18日 - 厚生省より臨床研修を行う病院に指定
- 1987年（昭和62年）7月15日 - 仙台市地下鉄南北線が開業し、最寄駅の五橋駅と当院とが直結。
- 1989年（平成元年）
  - 4月1日 - 仙台市の政令指定都市移行に伴う住所変更（若林区清水小路3番地の1）
  - 4月1日 - 地方公営企業法の全部適用
- 1991年（平成3年）4月24日 - 救急センター（現在の救急救命センター）開設
- 1993年（平成5年）7月1日 - 老人性痴呆疾患センター（現在の認知症疾患センター）外来診療開始
- 1997年（平成9年）4月 - 院内に仙台市立五橋中学校および仙台市立荒町小学校の院内学級開所[33]。
- 2011年（平成23年）
  - 3月11日 - 東北地方太平洋沖地震（東日本大震災）が発生。電気・上水道・都市ガスが停止し、暖房も停止した[34]。院内の負傷者は打撲の2名のみだったが、建物の壁剥離、駐車場の舗装亀裂などの被害が多数発生した[34]。非常電源を作動し、救命救急センターは24時間対応の診療体制を継続した[34]。
  - 3月12日 - 内科・外科・小児科に限って一般外来診療実施[34]。電源が復旧し、給水も再開[34]。しかし、ボイラー煙突が根元から折れているのが見つかり、落下する危険性があるため院内に立入制限区域を設定した[34]。
  - 3月14日 - 精神科・麻酔科を除く診療科まで広げて一般外来診療実施[34]。
  - 3月16日 - 「患者さま問合せデスク」設置[34]。
  - 3月18日 - 救命救急センターの暖房と給湯復旧[34]。
  - 3月19日（土）～21日（月・祝） - 3連休においても、内科と小児科の一般外来診療を午前3時間のみ実施[34]。
  - 3月22日 - 全診療科での一般外来診療実施[34]。
  - 3月23日 - 都市ガス復旧[34]。
  - 3月28日 - 一般外来診療が通常体制に復帰し、予約診療も再開[34]。
  - 3月31日 - 院内立入制限区域を全面解除[34]。
  - 4月4日 - 「患者さま問合せデスク」の運用を終了[34]。
  - 12月 - あすと長町で新病院の建築準備工事着工
- 2012年（平成24年）1月27日 - あすと長町で新病院の建築着工[35]。
- 2014年（平成26年）
  - 7月15日 - あすと長町で新病院工事竣工[36]。
  - 8月11日正午 - 新病院の最寄駅となる仙台市地下鉄南北線・長町一丁目駅に新設された南2出入口が供用開始。
  - 10月11日・12日 - 新病院の一般向け内覧会を実施[37]。
  - 10月29日（水） - 五橋の病院での外来診療を終了
  - 11月1日（土） - あすと長町（太白区あすと長町一丁目1番1号、北緯38度13分54.4秒 東経140度53分17.1秒）の新病院に移転[5]
  - 11月2日（日） - 仙台市急患センター（若林区舟丁64-12、仙台市医師会館1階）の小児科部門に限り診療を午前7時に終了し、午前9時45分より新病院に併設された「仙台市夜間休日こども急病診療所」に同部門を移転、診療開始[38]。
  - 11月4日（火） - 新病院での外来診療を開始[5]（11月3日が文化の日で休みだったため）。

## 診療科
- 総合診療科
- 内科
- 腎臓内科
- 血液内科
- 呼吸器内科
- 糖尿病・代謝内科
- 消化器内科
- 循環器内科
- 神経内科
- 感染症内科
- 外科
- 整形外科
- 脳神経外科
- 小児科
- 産婦人科
- 耳鼻いんこう科
- 眼科
- 皮膚科
- 泌尿器科
- 放射線科
- 麻酔科
- 精神科
- 歯科口腔外科
- 病理診断科

## 付属施設
- 救命救急センター
- 認知症疾患医療センター

## 医療機関の指定等
- 保険医療機関
- 救急告示医療機関
- 労災保険指定医療機関
- 災害拠点病院
- 臨床研修指定病院
- エイズ治療拠点病院
- DPC対象病院
- 第二種感染症指定医療機関
- 地域周産期母子医療センター
- 産科医療補償制度加入施設

## 院内施設
- 消防署
  - 仙台市消防局仙台市救急ステーション
- 診療所
  - 仙台市夜間休日こども急病診療所（仙台市が設置、公益財団法人仙台市救急医療事業団が運営）[39]
- 院内学級
  - 仙台市立八本松小学校院内学級
  - 仙台市立郡山中学校院内学級
- 店舗
  - カフェレストラン けやきの杜 市立病院店（11:00-19:00）
  - タリーズコーヒー 仙台市立病院店（平日7:30-19:00、土日祝8:00-18:00）
  - ローソン 仙台市立病院店（24時間営業）

## 交通
- 鉄道
  - 仙台市地下鉄南北線・長町一丁目駅南2出口より徒歩3分
  - JR長町駅東口より徒歩8分。
- バス
  - 仙台駅のバス乗り場（8番ポール）から宮城交通・飯田団地行きに乗車し、「市立病院入口」にて下車徒歩1分
  - 地下鉄長町駅・たいはっくる前（5番ポール）から仙台市営バス・B10系統又はB15系統に乗車し、「市立病院」（構内）にて下車
- 駐車場：511台[40]
- 駐輪場：196台（オートバイ用30台含む）[41]